# Batman and Superman: Battle of the Super Sons
Batman y Superman: La Batalla de los Súper Hijos (en inglés: Batman and Superman: Battle of the Super Sons) es una película de animación directamente para vídeo estadounidense de superhéroes de 2022 producida por Warner Bros. Animation, y basada en la historia del mismo nombre.
Es la entrega 49 de las películas animadas originales del Universo DC, y la primera película hecha completamente con animación CGI de DC Entertainment.
La película está dirigida por Matt Peters, escrita por Jeremy Adams. y protagonizada por las voces de Jack Dylan Grazer y Jack Griffo como Jonathan Kent y Damian Wayne respectivamente. La película se estrenó en formato digital y doméstico el 18 de octubre de 2022.

## Sinopsis
En su cumpleaños 11, Jonathan Kent se entera de que su padre es Superman y que tiene sus propios superpoderes.
También conoce a Batman y Damian Wayne. Los dos niños se ven obligados a unirse para proteger a sus seres queridos de una fuerza alienígena hostil: Starro.

## Reparto
- Jack Dylan Grazer como Superboy / Jonathan Kent
- Jack Griffo como Robin / Damian Wayne
- Laura Bailey como Lois Lane
- Darin De Paul como Lex Luthor y Starro
- Travis Willingham como Kal-El / Clark Kent / Superman
- Troy Baker como Bruce Wayne / Batman
- Tom Kenny como Green Arrow, Penguin, Principal Cunningham
- Nolan North como Jor-El
- Zeno Robinson como Jimmy Olsen, Melvin Masters
- Myrna Velasco como Wonder Girl, Lara

## Producción

### Anuncio
En el DC FanDome de 2021, DC Entertainment anunció que estaba trabajando en su primera película animada completamente CGI, Battle of the Super Sons.

### Desarrollo
Matt Peters dirige la película a partir de un guion escrito por Jeremy Adams.
El elenco de voces está protagonizado por Jack Dylan Grazer, Jack Griffo, Troy Baker y Travis Willingham y cuenta con voces adicionales de Laura Bailey, Darin De Paul, Tom Kenny, Zeno Robinson, Nolan North y Myrna Velasco.

## Estreno
La película se exhibió el 7 de octubre de 2023 en la Cómic-con de New York 2023, y se estrenó el 18 de octubre de en descarga digital, DVD y Blu-ray.

## Recepción
En el agregador de reseñas Rotten Tomatoes, la película recibió reseñas positivas en el 100% de nueve reseñas de críticos, con una calificación promedio de 7.9/10.
Jesse Schedeen de IGN consideró que la película era bastante predecible pero exitosa al mostrar la agradable relación entre los jóvenes héroes.